# Diane Clare
Diane Clare (* 8. Juli 1938 in London als Diane Dirsztay; † 21. Juni 2013) war eine britische Schauspielerin in Film und Fernsehen. Sie spielte in den 1950er und 1960er Jahren verschiedene Rollen in britischen Kinoproduktionen. Darunter in Filmen wie Eiskalt in Alexandrien, Ein Mann geht seinen Weg, Bis das Blut gefriert oder Nächte des Grauens.

## Leben und Karriere
Diane Clare, geboren 1938 in London, begann ihre Filmkarriere mit einer kleinen Nebenrolle in Stanley Donens Filmkomödienklassiker Indiskret. In den Hauptrollen spielten Cary Grant und Ingrid Bergman. Noch im gleichen Jahr besetzte sie der Regisseur J. Lee Thompson in der Rolle der Schwester Denise Norton in dem Kriegsdrama Eiskalt in Alexandrien. Ferner spielte sie 1958 in Vincente Minnellis romantischer Liebeskomödie Was weiß Mama von Liebe?.
Bereits 1959 hatte sich Diane Clare auch dem Fernsehen zugewandt und spielte dort in Episoden von erfolgreichen Serien. Zu ihren Auftritten in dem neuen Medium gehörten ITV Television Playhouse (1959), Persuasion (1960–1961), The Edgar Wallace Mystery Theatre (1963), Z Cars (1964) oder Mit Schirm, Charme und Melone (1965).
Zu Beginn der 1960er Jahre sah man sie im Kino in Michael Andersons Mystery-Thriller Ein Mann geht seinen Weg, in Michael Winners Film Was geschah im College oder in dem Horror-Drama Bis das Blut gefriert von Regisseur Robert Wise.
1966 spielte sie an der Seite von André Morell die weibliche Hauptrolle in der Hammer-Film-Produktion Nächte des Grauens. Noch im gleichen Jahr verpflichtete sie der Regisseur Cyril Frankel für den Edgar-Wallace-Film Das Geheimnis der weißen Nonne. 1968 beendete sie ihre Filmkarriere in Frederic Goodes Horrorfilm Der Todesengel an der Seite von William Sylvester.
Clare heiratete im Jahr 1967 den Autor Barry England. Die Ehe hielt bis zu seinem Tod im Jahr 2009. Das Paar hatte zwei Kinder, Kate und Christopher.
Diane Clare verstarb am 21. Juni 2013 im Alter von 74 Jahren.

## Filmografie (Auswahl)
- 1958: Indiskret (Indiscreet)
- 1958: Eiskalt in Alexandrien – Feuersturm über Afrika (Ice Cold in Alex)
- 1958: Was weiß Mama von Liebe? (The Reluctant Debutante)
- 1961: Ein Mann geht seinen Weg (The Naked Edge)
- 1961: Was geschah im College (Out of the Shadow)
- 1961: In den Wind gepfiffen, auch ...woher der Wind weht (Whistle Down the Wind)
- 1962: Diebe haben Vorfahrt (Go to Blazes)
- 1963: Bis das Blut gefriert (The Haunting)
- 1963: Die Rechnung geht nicht auf (The Double)
- 1966: Nächte des Grauens (The Plague of the Zombies)
- 1966: Letzte Grüße von Onkel Joe (The Wrong Box)
- 1966: Das Geheimnis der weißen Nonne (The Trygon Factor)
- 1968: Der Todesengel (The Hand of Night)